# Syzygium erythrocalyx
Syzygium erythrocalyx là một loài thực vật có hoa trong Họ Đào kim nương. Loài này được (C.T.White) B.Hyland miêu tả khoa học đầu tiên năm 1983.